# Bishovia
Bishovia é um género botânico pertencente à família Asteraceae.